# Бюлтън (град, Калифорния)
Бюлтън (на английски: Buellton) е град в окръг Санта Барбара, щата Калифорния, САЩ. Бюлтън е с население от 5135 жители (по приблизителна оценка от 2017 г.) и обща площ от 4 km². Намира се на 109 m надморска височина. ЗИП кодовете му са 93427, а телефонният му код е 805.